# Martin Urrutia

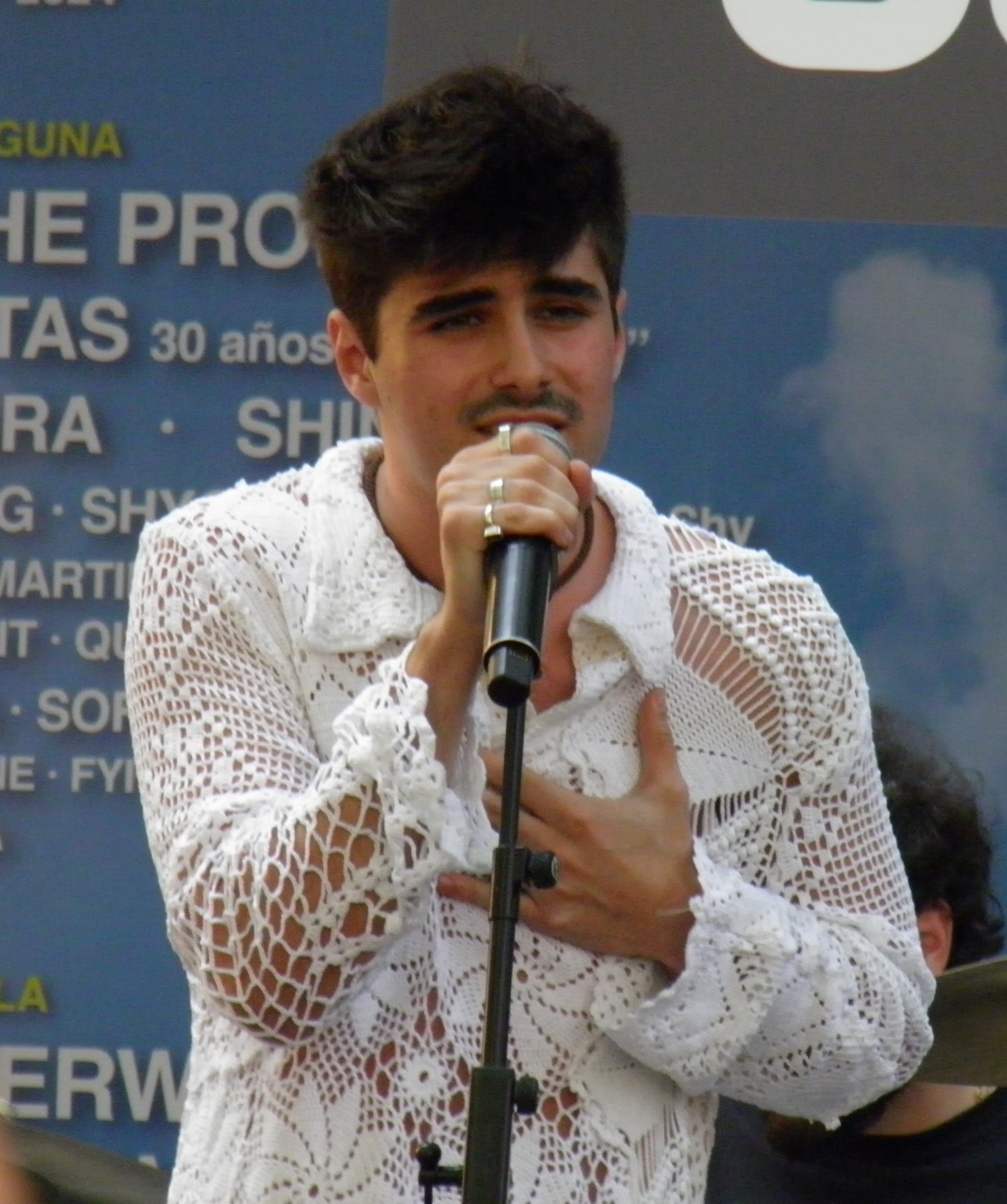
Martin Urrutia (2024)

Martin Urrutia Horas (* 30. März 2005 in Getxo) ist ein spanischer Sänger, Komponist und Schauspieler.

## Lebenslauf
Martin Urrutia wurde als Ältestes von drei Kindern in Getxo, im spanischen Baskenland, geboren. Nach Abschluss der Oberschule für darstellende Kunst in Bilbao besuchte er Dantzerti, die Hochschule für Schauspielkunst und Tanz des Baskenlandes. Urrutia unterbrach sein Studium, um der Musikakademie von Operación Triunfo beizutreten.

### Operación Triunfo
Am 20. November 2023 wurde Urrutia einer der 16 Teilnehmer von Operación Triunfo 2023, nachdem er bei Gala 0 „Somewhere Only We Know“ von Keane gesungen hatte, was ihn zum ersten offiziellen Teilnehmer der zwölften Ausgabe machte.
Bei Gala 6 wurde er aufgrund seiner Interpretation des Liedes „Alors on danse“ von Stromae zum Favoriten der Woche gewählt. In Gala 8 sang er im Duett mit seiner Partnerin Chiara Oliver das Lied „Escriurem“ von Miki Núñez und Izaro. Es war das zweite Mal, dass ein Teilnehmer im Wettbewerb auf Baskisch sang, und das erste Mal, dass ein Duettlied auf Katalanisch und Baskisch gesungen wurde. Ein weiterer bemerkenswerter Auftritt war „God Only Knows“ von den Beach Boys, aufgeführt mit seinem Partner und späterem festen Freund Juanjo Bona.
Am 12. Februar wählte ihn die Jury der Show zum vierten Finalisten. Das Finale eine Woche später beendete er auf dem sechsten Platz.
Am Ende des Wettbewerbs nahm er zusammen mit den 15 anderen Teilnehmern und Teilnehmerinnen an der Tournee von Operación Triunfo teil, die sie in 10 spanische Städte führte.
Die Veränderungen in Urrutias Leben nach seiner Zeit im Programm sowie das Konzert, das er zusammen mit seinen Kollegen im WiZink Center in Madrid gab, wurden in einer Prime Video-Dokumentation gesammelt, die im September 2024 ihre Premiere hatte.

### Musikalische Karriere
Am 15. März 2024 erschien Urrutias erste Single unter dem Namen "Rompeolas" ("Wellenbrecher"). Eine Woche später wurde das Musikvideo veröffentlicht, welches an einem Strand an der Algarve (Portugal) gedreht worden war. Die Single erreichte zweimal die spanischen Top50 auf Spotify (Platz 45 am 10. April 2024 und Platz 39 am 16. April 2024) sowie Platz 74 der offiziellen Verkaufscharts von Promusicae in der Woche vom 22. bis 28. März 2024.
Am 8. Mai 2024 präsentierten die sechs OT-Finalisten das von ihnen komponierte und aufgenommene Lied "La Gravedad" ("Schwerkraft"), welches zum offiziellen Lied Spaniens für die Olympischen Spiele 2024 in Paris ernannt wurde.
Am 21. Juni 2024 wurde das Album Lo mejor de Martin Urrutia veröffentlicht, welches mehrere der während seiner Zeit von Operación Triunfo 2023 aufgeführten Lieder und seine erste Single „Rompeolas“ enthält. Das Album erreichte in der Woche vom 21. bis 27. Juni 2024 den zweiten Platz in den offiziellen Promusicae-Verkaufscharts und blieb zwei Wochen lang unter den Top100 Bestsellern.

### Schauspielerische Karriere
Bevor er Kandidat für Operación Triunfo 2023 wurde, spielte Urrutia eine Statistenrolle in einem Film von Álex de la Iglesia
und die Titelrolle in der spanischen Musicalversion „Das Bildnis des Dorian Gray“ unter der Regie von Eva Ausín.
Am 20. März 2024 kündigte Atresplayer die musikalische Fernsehserie "Mariliendre" unter der Regie von Javier Ferreiro und produziert von Javier Ambrossi und Javier Calvo an, in der Urrutia neben Blanca Martínez, Omar Ayuso, Carlos González, Yenesi, Álvaro Jurado, Mariona Terés, Mariano Peña und Nina als Hauptdarsteller debütieren wird.

### Modeln und Werbung
Im Mai 2024 waren Urrutia und sein Partner Juanjo Bona auf dem Cover und im zentralen Bericht der Frühjahrsausgabe des vierteljährlich erscheinenden Reisemagazins Shangay Voyager zu sehen. In dieser Veröffentlichung arbeiteten beide mit dem Inselrat von Gran Canaria zusammen, um die Insel als LGBTQI+-Reiseziel zu bewerben.

## Anerkennungen
Im Juni 2024 wurde Martin Urrutia zu einem der einhundert einflussreichsten LGBTQI+-Menschen Spaniens ausgewählt. Am dritten Juli desselben Jahres hielt er beim CSD in Madrid zusammen mit seinen Kolleginnen Chiara Oliver, Violeta Hódar und seinem festen Freund Juanjo Bona (alle 3 ebenfalls Teilnehmerinnen und Teilnehmer von OT2023) eine Ansprache auf der Plaza de Perdo Zerolo.
Im September 2024 wurde Urrutia für „Rompeolas“ als Song des Jahres für die brasilianischen BreakTudo Awards nominiert.

## Diskographie

### Alben und EPs
- 2024: Lo Mejor de Martin Urrutia (Universal Music Spain)

### Singles
- "Rompeolas" (2024)

### Kollaborationen
- "La Gravedad" (2024) (mit Juanjo Bona, Lucas Curotto, Ruslana, Paul Thin und Naiara)

## Touren
- 2024: Operación Triunfo 2023 en concierto

## Filmographie

### Serien
| Jahr | Titel       | Streaming-Dienst | Rolle             | Notizen                   |
| ---- | ----------- | ---------------- | ----------------- | ------------------------- |
| 2024 | Mariliendre | Atresplayer      | Jeremías Escudero | Hauptdarsteller, 6 Folgen |

### Fernsehen
| Jahr      | Titel                  | Streaming-Dienst | Notizen              |
| --------- | ---------------------- | ---------------- | -------------------- |
| 2023–2024 | Operación Triunfo 2023 | Prime-Video      | Teilnehmer, Finalist |
| 2024      | Quédate con Ane        | ETB2             |                      |
|           | La Kapital             |                  |                      |
|           | Antena 3 noticias      |                  |                      |